# Санкт-Корона-ам-Вексель
Санкт-Корона-ам-Вексель (нем. Sankt Corona am Wechsel) — коммуна (нем. Gemeinde) в Австрии, в федеральной земле Нижняя Австрия. 
Входит в состав округа Нойнкирхен.  Население составляет 386 человек (на 31 декабря 2005 года). Занимает площадь 8,66 км². Официальный код  —  31830.

## Политическая ситуация
Бургомистр коммуны — Йозеф Пихльбауэр (АНП) по результатам выборов 2005 года.
Совет представителей коммуны (нем. Gemeinderat) состоит из 13 мест.
- АНП занимает 10 мест.
- АПС занимает 3 места.